# Oedopeza cryptica
Oedopeza cryptica är en skalbaggsart som beskrevs av Monné 1990. Oedopeza cryptica ingår i släktet Oedopeza och familjen långhorningar.
Artens utbredningsområde är Venezuela. Inga underarter finns listade i Catalogue of Life.